# Merosargus tristis
Merosargus tristis är en tvåvingeart som beskrevs av Friedrich Hermann Loew 1855. Merosargus tristis ingår i släktet Merosargus och familjen vapenflugor.
Artens utbredningsområde är Venezuela. Inga underarter finns listade i Catalogue of Life.